# Acanceh (Maya-Stätte)
Acanceh ist der Name einer archäologischen Stätte aus der Maya-Zeit im Zentrum des modernen Ortes Acanceh im mexikanischen Bundesstaat Yucatán.

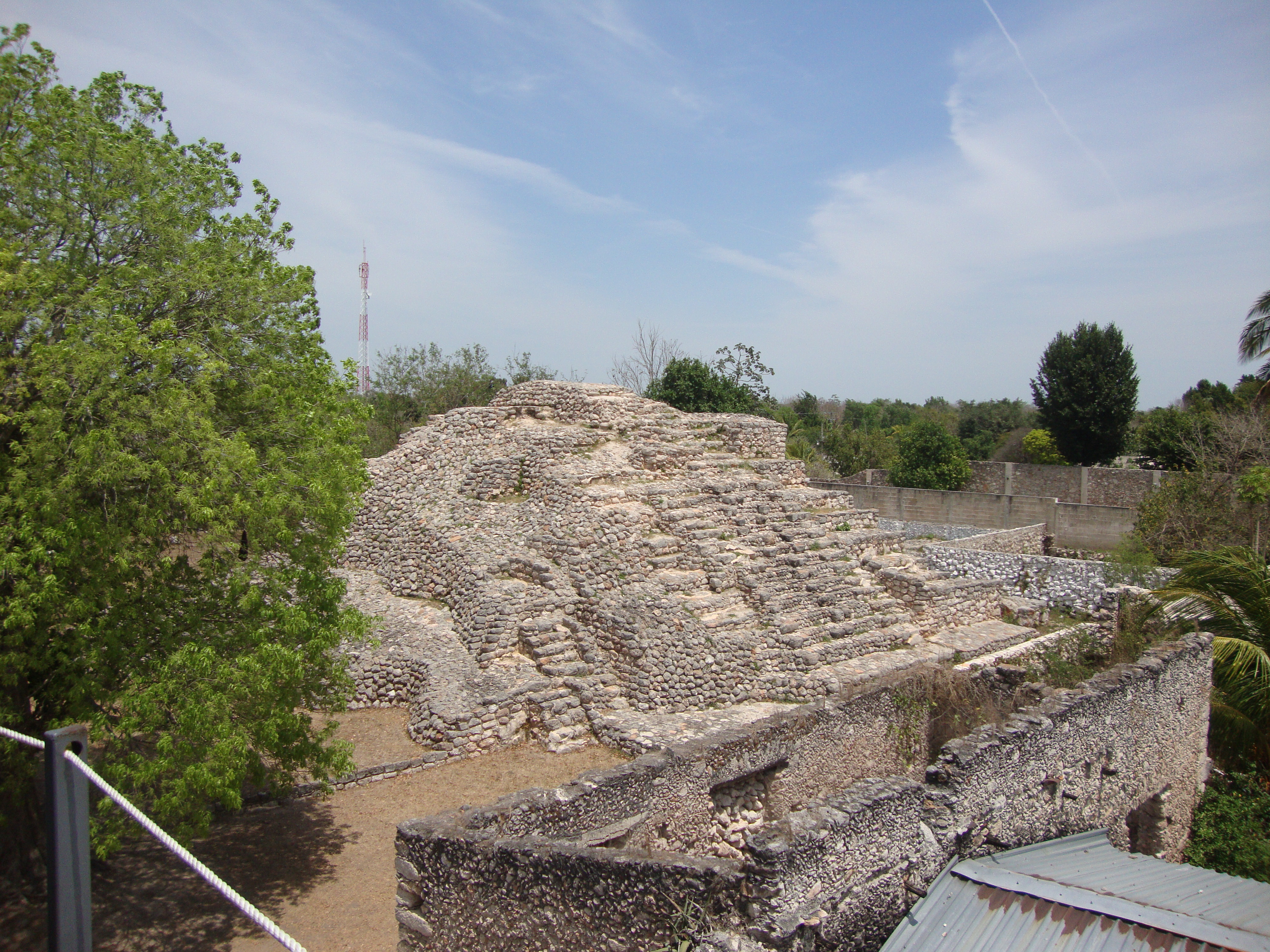
Eine der Pyramiden von Acanceh

Die vorspanische Siedlung reicht bis in die frühe klassische Zeit, war jedoch bei der Ankunft der Spanier bewohnt. Acanceh gehörte zu einem der größeren Orte der Cuchcabal Chakán. Die erhaltenen Reste von Bauten stammen aus der klassischen Zeit der Maya-Kultur. Durch die moderne Überbauung lässt sich die Größe der vorspanischen Stadt nur punktuell bestimmen. Insgesamt wurden um die 300 Reste von Konstruktionen im Stadtgebiet und der unmittelbaren Umgebung lokalisiert.

## Die Pyramiden

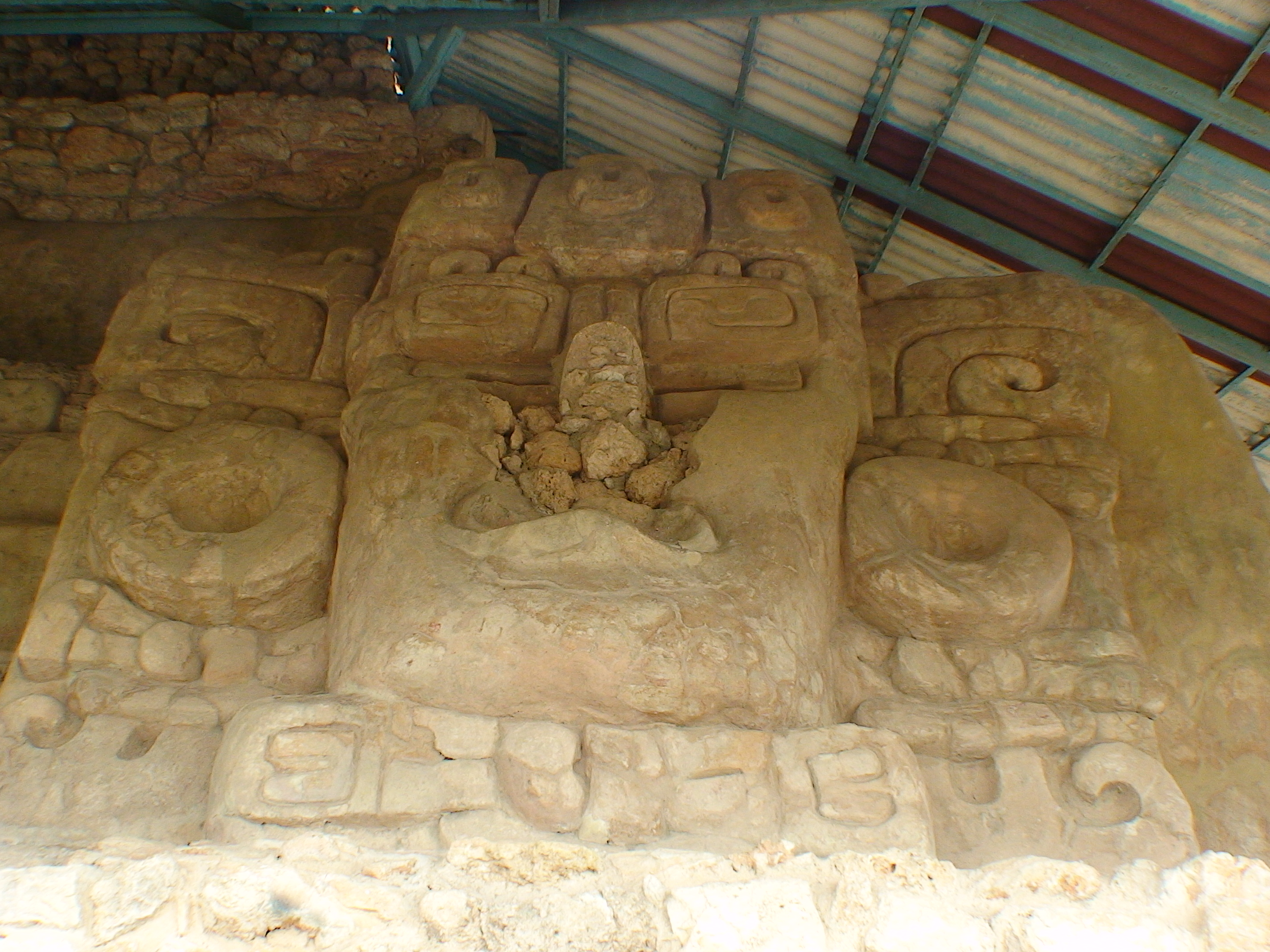
Maske der großen Pyramide

Die Pyramiden liegen auf der Nordseite des Hauptplatzes neben der Kirche. Die mit 15 m höhere südliche Pyramide besteht aus drei Stufen mit Treppen an allen Seiten und hat eine untere Seitenlänge von 32 m. Bei der heute sichtbaren Pyramide handelt es sich um eine spätere Überbauung eines früheren Bauwerkes, von dem die großen Stuckmasken zu beiden Seiten der Treppen auf allen Seiten teilweise erhalten sind.
Eine kleinere Pyramide liegt nordöstlich hinter der größeren, an ihr sind bisher keine Stuckmasken entdeckt worden. Die Strukturen setzen sich unter den angrenzenden Häusern fort.

## Der Palast der Stuckfriese

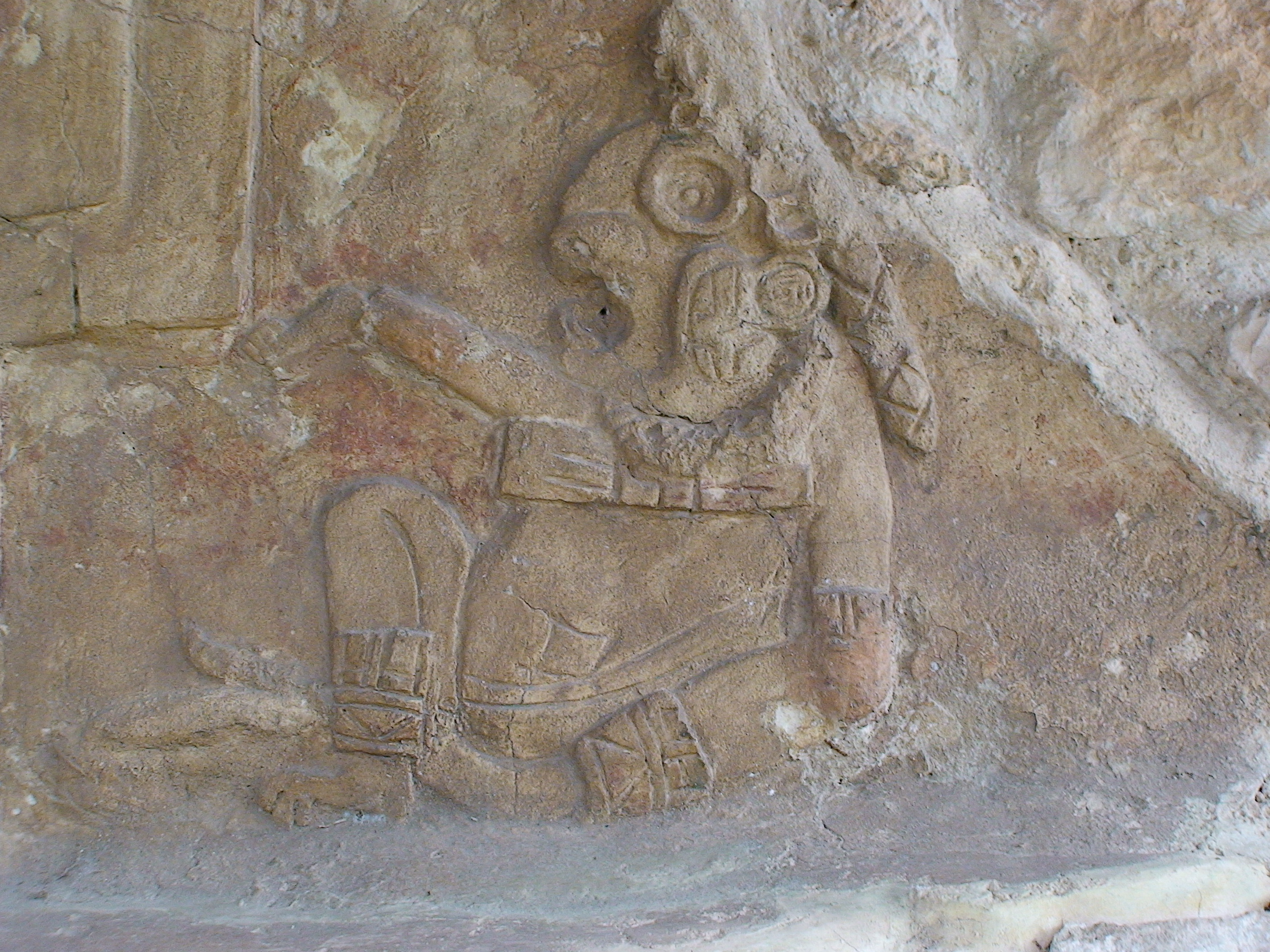
Detail des Palastes der Stuckfriese

Im Inneren einer jüngeren Pyramide wurden zu Beginn des 20. Jahrhunderts zwei nebeneinanderliegende Palastbauten auf einer großen Plattform entdeckt, von denen der südliche an seiner Nordfassade eine sehr reich mit Darstellungen in Stuck ausgestaltete obere Wandhälfte ausweist. Die Länge des durch die Überbauung ausgezeichnet erhaltenen Frieses beträgt rund 13 m. Die Themen sind Figuren von Tieren wie Affen und Fledermäusen in diagonal gesetzten Feldern, die mit Vorstellungen der Maya über die Unterwelt in Verbindung gebracht werden. Die erste Untersuchung stammt von Eduard Seler, der sich dabei teilweise auf Fotos von Teobert Maler stützte.